# Memes
Memes, właśc. Meidyana Maimunah (ur. 6 maja 1965 w Dżakarcie) – indonezyjska piosenkarka.

## Życiorys
W wieku 15 lat zaczęła pracować jako modelka. Pojawiała się na okładkach magazynów takich jak Femina, Kartini i Gadis. W 1994 r. wydała swój pierwszy album muzyczny pt. Terlanjur Sayang, który okazał się sukcesem komercyjnym. Został on uznany za najlepiej sprzedający się album w 1995 roku. Jej dorobek fonograficzny obejmuje także albumy: Cinta Dan Kasih, Ilusi, Janji Hati, Jangan Pernah Tinggalkan, Selalu Disampingmu, Perjalanan Cinta.
Zagrała w filmie Biarkan Bintang Menari z 2003 r.
Jej mężem jest kompozytor Addie MS.